# Clarence Pinkston
Clarence Elmer „Bud“ Pinkston (* 1. Februar 1900 in Wichita, Kansas; † 18. November 1961 in Detroit, Michigan) war ein US-amerikanischer Turmspringer.
Pinkston besuchte die Oregon State University und anschließend die Stanford University. Bei den Olympischen Spielen 1920 gewann er die Goldmedaille vom 10-Meter-Turm und die Silbermedaille vom 3-Meter-Brett. Bei der Olympiade vier Jahre später in Paris gewann er bei denselben Veranstaltungen jeweils die Bronzemedaille. Bei dieser Olympiade lernte er seine zukünftige Ehefrau Elizabeth Becker kennen, die er später trainierte.